# Тепецинтла (Веракрус)
Тепецинтла (исп. Tepetzintla) — муниципалитет в Мексике, входит в штат Веракрус. Население 13 738 человек.